# Lubostronie
Lubostronie [pronunciación en polaco: /lubɔsˈtrɔɲe/] es un pueblo ubicado en el distrito administrativo de Gmina Barwice, dentro del Condado de Szczecinek, Voivodato de Pomerania Occidental, en el norte de Polonia occidental. Se encuentra aproximadamente a 4 kilómetros al norte de Barwice, a 24 kilómetros al oeste de Szczecinek, y a 122 kilómetros al este de la capital regional Szczecin.
Antes de 1945, el área fue parte de Alemania. Para la historia de la región, véase Historia de Pomerania.